# Способный, Иван Васильевич
Иван Васильевич Способный (1864 — после 1917) — екатеринославский городской голова в 1909—1917 годах, член I Государственной думы от Екатеринослава.

## Биография
Происходил из дворян.
Окончил юридический факультет Санкт-Петербургского университета со степенью кандидата прав. После окончания университета некоторое время занимался сельским хозяйством.
В 1890 году начал службу в Министерстве юстиции, был городским судьёй в Александровском уезде Екатеринославской губернии, затем товарищем прокурора в Екатеринославском окружном суде. Позже состоял присяжным поверенным. После провозглашения Октябрьского манифеста 1905 года стал одним из лидеров «Союза 17 октября» в Екатеринославе, также состоял председателем новогеоргиевского отдела партии.
17 апреля 1906 года избран в Государственную думу I созыва от города Екатеринослава. Входил в группу умеренных. Участвовал в обсуждении вопросов об  ответном адресе,  аграрном, о докладе 4-го отдела о проверке выборов членов Государственной думы от Тамбовской губернии, о Белостокском погроме. Противник отмены смертной казни и свободы стачек.
В 1909 году был избран екатеринославским городским головой, в каковой должности оставался до 1917 года. Кроме того, состоял товарищем председателя Екатеринославского отдела «Союза 17 октября», почетным мировым судьей города Екатеринослава и Екатеринославского уезда, а также старостой екатеринославского гимнастического общества «Сокол».
Был избран членом распорядительного комитета Южно-русской сельскохозяйственной, промышленной и кустарной выставки, проходившей в Городском саду Екатеринослава в 1910 году.
Судьба после 1917 года неизвестна.